# Suzanne de Saint-Mathurin
Suzanne de Saint-Mathurin, née le 19 juillet 1900 au Mung (Charente-Maritime) et morte le 28 août 1991 à Louveciennes,, est une préhistorienne française. Après avoir travaillé en Palestine dans l'entre-deux-guerres aux côtés de la préhistorienne britannique Dorothy Garrod, elle consacra à partir de 1946 toute son énergie à l'étude du site du Roc-aux-Sorciers, dans la Vienne.

## Biographie
Suzanne Cassou de Saint-Mathurin obtient une licence d'enseignement des sciences naturelles. Elle est lectrice au St Hilda's College, à Oxford, en Angleterre, et y prépare une licence. Elle est reçue Bachelor of Letters à Oxford en 1931, avec une étude sur les interférences entre les idées scientifiques de Diderot et ses romans.
En 1932, elle rencontre l’abbé Henri Breuil, le pape de la Préhistoire. Dès lors, l’étude de la Préhistoire devient pour elle une vocation.
Elle séjourne en Palestine et y rencontre la préhistorienne britannique Dorothy Garrod, avec laquelle elle travaillera, jusqu’au décès de cette dernière en 1968.

## Le Roc-aux-Sorciers
En 1946, elle commence la fouille de l'abri préhistorique du Roc-aux-Sorciers, à Angles-sur-l'Anglin, dans la Vienne. Jusqu'en 1964, elle consacre toute son énergie à ce site, où elle travaille avec Dorothy Garrod,.
En 1950, Suzanne de Saint-Mathurin et Dorothy Garrod mettent au jour une frise sculptée et peinte, au sein d’un habitat magdalénien. La frise s’étend sur 15 mètres de longueur et présente plusieurs dessins pariétaux de chevaux, de bisons, des bouquetins, un félin, un renne ainsi que des têtes de cervidés et des figurations féminines, des têtes humaines,. Elles avaient découvert précédemment un bloc sculpté, peint et gravé, représentant un chasseur magdalénien.
Dorothy Garrod et Suzanne de Saint-Mathurin proposent l'hypothèse que l’abri du Roc-aux-Sorciers accueille des cérémonies liées à la fécondité.
Elle décède à Louveciennes le 28 août 1991 et est inhumée dans sa Saintonge natale, à Geay. Suzanne de Saint-Mathurin lègue en 1991 le fruit de ses recherches au musée d'Archéologie nationale de Saint-Germain-en-Laye, où elle était chargée de mission depuis 1969. Elle a toujours préféré les fouilles de terrain au travail de bureau, en particulier sur ces sculptures du Roc-aux-Sorciers qui l'ont fascinée.

## Publications
- avec Germaine Henri-Martin, « Le Paléolithique dans la Vallée de Bellevaud (Charente) ». Bulletin de la Société préhistorique de France, tome 39, no 3-4, 1942. p. 114-116 [[ lire en ligne]]
- avec Dorothy Garrod
  - « Fragments de bas-reliefs découverts dans le gisement magdalénien d'Angles-sur-l'Anglin». Comptes rendus des séances de l'Académie des Inscriptions et Belles-Lettres, 93e année, no 2, 1949. p. 138-142 [lire en ligne].
  - « Une frise sculptée du Magdalénien ancien découverte à Angles-sur-l'Anglin, dans la Vienne », Comptes rendus des séances de l'Académie des Inscriptions et Belles-Lettres, 94e année, no 2, 1950. p. 123-128 [lire en ligne].
- avec Yves Guillien, « Le gisement du Roc-aux-Sorciers et la séquence climatique du Magdalénien », Bulletin de la Société préhistorique française. Comptes rendus des séances mensuelles, tome 73, no 1, 1976. p. 15-21 [[ lire en ligne]].
- avec Geneviève Pinçon, « Gravure sur cortex de silex du Magdalénien final du Roc-aux-Sorciers (Angles-sur-l’Anglin) », Congrès national des sociétés savantes, no 111, 1986, Poitiers, [lire en ligne]
- « Les sculptures rupestres du Roc-aux-Sorciers. L’art préhistorique : Les grands sites de Poitou-Charentes » Dossier d’archéologie, no 131, 1988. p. 42-49